# Murowana Goślina
Murowana Goślina é um município da Polônia, na voivodia da Grande Polônia e no condado de Poznań. Estende-se por uma área de 7,15 km², com 10 387 habitantes, segundo os censos de 2016, com uma densidade de 1 452,7 hab/km².